# 吉尔克里斯特·麦克拉根
吉尔克里斯特·麦克拉根（英語：Gilchrist Maclagan，1879年10月5日—1915年4月25日），英国男子赛艇运动员。他曾代表英国参加1908年夏季奥林匹克运动会赛艇比赛，获得男子八人单桨有舵手金牌。